# Борис Ангелушев (награда)
Наградата „Борис Ангелушев“ е награда за илюстрация и оформление на книгата, учредена от Съюза на българските художници през 1968 година, две години след смъртта на Борис Ангелушев, смятан за основоположник на това изкуство в България.
След известно прекъсване, връчването на наградата е подновено през 2006 година.
Първият носител на наградата е Александър Денков. Лауреати са и художници като Иван Кьосев (1969, 1976), проф. Владислав Паскалев (1970, 1984), Румен Скорчев (1972, 1984), Любен Зидаров (1976), Христо Нейков (1978), Олга Йончева (1978), Мана Парпулова (1980), Виктор Паунов (1990), Жеко Алексиев (2006).